# إصلاح السجون

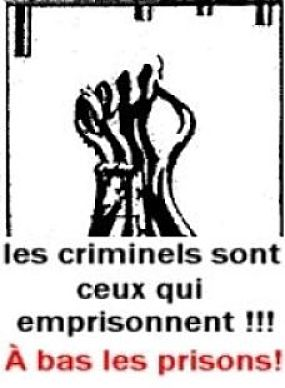
من أجل إلغاء السجون وضد اغتيال الحرية

يشير مصطلح إصلاح السجون إلى محاولة تحسين الأوضاع داخل السجون، وتحسين فعالية نظام العقوبات، أو تنفيذ بدائل للسجون. كما أنه يركز على ضمان إعادة أولئك الذين تأثرت حياتهم بالجرائم إلى وضعهم السابق.
انتشر في العصر الحديث فكرة جعل أماكن المعيشة آمنة ونظيفة، انطلاقًا من أماكن السكان المدنيين وصولًا إلى السجون، على أسس أخلاقية تحترم أن السجون غير الآمنة وغير الصحية تنتهك الحظر الدستوري (القانوني) ضد العقوبة القاسية وغير العادية. تشمل أفكار إصلاح السجون مؤخرًا زيادة الوصول إلى المستشار القانوني والأسرة، والزيارات الزوجية، والأمن الاستباقي ضد العنف، وتنفيذ الإقامة الجبرية باستخدام التكنولوجيا المساعدة.

## لمحة تاريخية
لم تستخدم السجون إلا كعقوبة أولية للأعمال الإجرامية في القرون القليلة الماضية. كانت الأنواع المختلفة من العقاب البدني، والإذلال العلني، والعبودية الجنائية، والنفي في الجرائم الأكثر قسوة، وكذلك عقوبة الإعدام، أكثر شيوعًا في وقت سابق، لكنها ما زالت مستمرة حتى يومنا هذا.
قُدم مفهوم الاحتجاز حوالي عام 1750 كشكل أكثر إنسانية من العقاب البدني وعقوبة الإعدام، وخُصصت أساسًا كطريقة لإشراك المجرمين في التأمل الذاتي الديني والإصلاح الذاتي كشكل من أشكال التكفير عن الذنب، ومن هنا جاء مصطلح (إصلاحية).
احتوت السجون على مجرمين ومديونين على حد سواء، وسُمح للمديونين بإحضار الزوجات والأطفال. جنى السجان أمواله عن طريق فرض رسوم على النزلاء مقابل الطعام والشراب والخدمات القانونية وكان النظام بأكمله مليئًا بالفساد. تأسس برايدويل لندن كبيت إصلاحي للنساء والأطفال في القرن السادس كجزء من الإصلاحات، وكان المكان الوحيد الذي قدم خدمات طبية.

### أوروبا

#### الدول القارية
كان سجن لو ستينشي أول سجن عام في أوروبا، وشُيد في فلورنسا عام 1297، وتأسست على غراره سجون في عدة مدن أخرى. تزايد الاستخدام الأكثر حداثة من دور السجون التي عُرفت باسم (راسفوي) منذ عام 1600 في هولندا. أُديرت هذه الدور من قبل زوجين، أب وأم، وسيد العمل وسيد الانضباط. اعتاد النزلاء أو الرحالة قضاء وقتهم في غزل الملابس ونسجها وتصنيعها، وقيست منتوجاتهم، وحصل أولئك الذين تجاوزوا الحد الأدنى على مبلغ صغير من المال يمكنهم من خلاله شراء إضافات من الأب داخل المنزل.
استُثني من قاعدة العمل القسري أولئك السجناء الذين لم تتمكن عوائلهم من الاعتناء بهم، ودفعوا مقابل تواجدهم في دور السجون. طُورت مؤسسات خاصة بالمختلين منذ أواخر القرن السابع عشر لتلبية هذه الحاجة ودعيت بيتيرهاوس.
بُنيت أنماط مختلفة من السجون في هامبورغ عام 1669، ودُعيت سبينهاوس حيث ضمت فقط المجرمين سيئي السمعة. كان ذلك بدعم من الخزانة العامة وانتشر هذا النمط من السجون في ألمانيا في القرن الثامن عشر. شاع استغلال عبيد القوادس في فرسا حتى أُلغيت القوادس في عام 1748. ومن ثم حُكم على المسجونين بالعمل في الترسانات البحرية للقيام بأعمال ثقيلة. نشأ الحبس من المستشفيات العامة التي كانت مصحات، رغم أنها شملت العديد من المُدانين في باريس، واستمرت حتى الثورة.
تراجع استخدام عقوبة الإعدام والتعذيب القضائي خلال القرن الثامن عشر، وهيمن السجن على النظام، على الرغم من أن حركات الإصلاح بدأت فور ذلك تقريبًا. التزمت العديد من البلدان بالهدف كمؤسسة مكتفية ذاتيًا من الناحية المالية، وغالبًا ما كانت المنظمة تتعاقد من الباطن مع رواد الأعمال، على الرغم من أن ذلك تسبب في تزعزعها وحدوث انتهاكاتها الخاصة.
بدأت العديد من البلدان بحلول منتصف القرن التاسع عشر بالسماح للسجناء باختيار الحرف التي يتدربون فيها. دفع ارتفاع نسبة الإجرام مجددًا في النصف الأخير من القرن التاسع عشر عددًا من علماء الإجرام إلى القول بأن «السجن لم- ولا يمكن أن- يفي بمُثله الأصلية للتدبير الذي يهدف إلى إعادة دمج الجاني في المجتمع».
قادت بلجيكا الطريق لإدخال العقوبة مع وقف التنفيذ للمجرمين لأول مرة في عام 1888، تلتها فرنسا في عام 1891 ومعظم البلدان الأخرى في السنوات القليلة التالية. أُدخل الإفراج المشروط على أساس تجريبي في فرنسا في ثلاثينيات القرن التاسع عشر، مع إدخال قوانين للأحداث في عام 1850، وبدأت البرتغال في استخدامه مع المجرمين البالغين ابتداءً من عام 1861. استفاد نظام الإفراج المشروط الذي أدخل في فرنسا عام 1885 من شبكة رعاية خاصة قوية. جرت الموافقة على الإفراج المشروط في جميع أنحاء أوروبا في مؤتمر السجون الدولي لعام 1910. وقد انخفض عدد نزلاء السجون في العديد من البلدان الأوروبية إلى النصف في النصف الأول من القرن العشرين نتيجة لتلك الإصلاحات.
شملت الاستثناءات من هذه الخطوات فرنسا وإيطاليا بين الحربين العالميتين، عندما لوحظت زيادة هائلة في استخدام السجون. استخدمتها الدولة الاشتراكية القومية في ألمانيا كأداة مهمة لتخليص نفسها من أعدائها، إذ ارتفعت معدلات الجريمة نتيجة لتصنيفات جديدة من السلوك الإجرامي.
استمرت روسيا، التي كانت قد بدأت فقط في إصلاح نظامها الجنائي والقضائي في عام 1860 بإلغاء العقوبة البدنية، في استخدام المنفى مع الأشغال الشاقة كعقوبة، وارتقى ذلك إلى مستوى جديد من الوحشية في عهد جوزيف ستالين، على الرغم من الإصلاحات المبكرة التي قام بها البلاشفة.
أكدت إصلاحات ما بعد الحرب على حاجة الدولة إلى فرض عقوبات على الفرد المجرم المدان. سنت السويد في عام 1965 قانونًا جنائيًا جديدًا يشدد على البدائل غير المؤسسية للعقاب بما في ذلك الأحكام المشروطة، والوضع تحت المراقبة لمرتكبي الجرائم لأول مرة والاستخدام الأكثر شمولًا للغرامات.
تسبب استخدام وضع تحت المراقبة في انخفاض كبير في عدد النساء اللاتي يقضين عقوبات طويلة الأجل: انخفض الرقم في فرنسا من 5231 في عام 1946 إلى 1121 في عام 1980. وانتشر الاختبار في معظم البلدان الأوروبية على الرغم من اختلاف مستوى المراقبة. تعدّ المجموعات الدينية والخيرية في هولندا المسؤولة عن الكثير من الرعاية تحت الاختبار. تستثمر الحكومة الهولندية بكثافة في موظفي الإصلاحيات، إذ كان لديها 3100 موظف مقابل 4500 سجين في عام 1959.
ورغم كل تلك الإصلاحات، فقد عاودت أعداد السجناء الارتفاع مرة أخرى بعد ستينيات القرن العشرين، حتى في البلدان الملتزمة بسياسات غير احتجازية.

## المنظّرون
كتب العديد من المنظرين حول موضوع إصلاح السجون ودافعوا عن مناهج علمية ورحيمة وقائمة على الأدلة لإعادة التأهيل. كان من أشهرهم توماس موت أوزبورن، الذي كان آمر السجن السابق لسجن بورتسموث البحري والمأمور السابق لإصلاحية سنج سنج في نيويورك، والذي اختار بنفسه العيش لفترة وجيزة كسجين لفهم تجربة السجن بشكل أفضل. كان أوزبورن مرشدًا لمنظرين مشهورين في إصلاح السجون، مثل أوستن ماكورميك. كما ساهم السجناء أنفسهم، مثل فيكتور فولك نيلسون، في النظريات والأدبيات حول إصلاح السجون الأمريكية.